# Del Sangre
I Del Sangre sono un gruppo musicale italiano.

## Storia

### Gli esordi e il primo album
Nel 1999 Luca Mirti e Marco Schuster Lastrucci uniti dalla passione per la musica originale, iniziano a lavorare al progetto che prenderà il nome di Del Sangre, stendendo idee, testi, musiche nello storico Bandone. Idee che si concretizzeranno nel 2002 con il loro primo disco acustico Ad un passo dal cielo con tematiche di impegno politico, in particolare nei brani Salvatore Giuliano,  La notte che ci rubarono le stelle e Radio Aut  che narra la storia di Peppino Impastato. Nello stesso anno partecipano al Festival Musicultura Premio città di Recanati con il brano Billy the Kid.

### Terra di nessuno
Nel 2004 partecipano e vincono il Premio Ciampi della città di Livorno con il brano Radio Aut, lo stesso anno esce il secondo disco Terra di nessuno, disco elettrico che vede la collaborazione di Renzo Franchi ex Litfiba alla batteria, Francesco Bocciardi ex Birdmen of Alcatraz alla chitarra  e la voce di Marino Severini (Gang) nei brani Genova e L'oro del Diavolo. 
Presentato al Teatro Del Sale e al Teatro dell'Antella in un concerto con i Gang. Terra di nessuno riceve le attenzioni della stampa: inizia così un lungo periodo di concerti in tutta Italia.

### Un nome ad ogni pioggia
Nel 2006 realizzano l'album Un nome ad ogni pioggia (contenente una ghost-track), coprodotto e arrangiato da Gianfilippo Boni, Un nome ad ogni pioggia vede la presenza di musicisti importanti come Luca Marianini alla tromba, Marco Barsanti alla batteria e Joe Grushecky musicista di Pittsburgh, noto per le molteplici collaborazioni con Bruce Springsteen, nel brano Il confine dell'odio e dell'amore cantato a due voci,  dove Luca Mirti e Joe Grushecky alternano strofe in lingua italiana e inglese, con tematiche che rimandano agli attentati dell'11 settembre.
Non mancano le attenzioni della stampa di settore.

### Vox Populi/ El Rey
Passano due anni, prima di poterli riascoltare, nel 2008 Vox Populi edito solo sul web è una raccolta di brani popolari completamente reinterpretati e riarrangiati in uno stile che passa dal folk americano, la tradizione Italiana e le atmosfere alla Mark Lanegan.
Segue nel 2010 l'album  El Rey, album molto introspettivo, anch'esso edito solo sul web.

### Il ritorno dell'Indiano
Trascorrono 6 anni di silenzio fino ad arrivare al 2016, anno in cui i Del Sangre decidono di rimettersi in gioco, realizzando un album dalla forte impronta rock. Il ritorno dell'Indiano è prodotto da Latlantide e distribuito da Edel Italy
L'album contiene dieci brani originali e una cover, il brano d'apertura  L'indiano verrà trasmesso su 150 radio nazionali, fm e web; di tale singolo è stato realizzato un video ufficiale girato al teatro Magnolfi di Prato, il brano di chiusura  Sebastiano di Ivan della Mea,  è un omaggio ad un'artista che ha lasciato il segno per quanto riguarda la canzone di protesta degli anni 70.
I Del Sangre sono attualmente impegnati nel tour promozionale. L'album è stato presentato in concerto alla Full Music e alla Nof (Fi), oltre che nell'In Store Tour (Yellow Record, Piccadilly Sound, Galleria del Disco) e nelle molteplici radio locali. 
Il 23 luglio partecipano alla manifestazione musicale del comune di Pusiano il Buscadero Day 2016, esibendosi sullo stesso palco di Susan Vega.
 Il ritorno dell'Indiano ottiene recensioni sulle riviste specializzate, candidato nei 50 Miglior Album alle Targa Tenco 2016.
web

## Discografia
- 2002 Ad un passo dal cielo (autoprodotto)
- 2004 Terra di nessuno (autoprodotto)
- 2006 Un nome ad ogni pioggia (autoprodotto)
- 2008 Vox populi (autoprodotto)
- 2010 El Rey (autoprodotto)
- 2016 Il ritorno dell'Indiano (Latlantide)

## Formazione
Componenti nel Il ritorno dell'Indiano 
- Luca Mirti - voce, chitarra
- Marco Schuster Lastrucci - basso
- Giuseppe Scarpato chitarra
- Gianfilippo Boni pianoforte
- Fabrizio Morganti batteria
- Paolo Pee wee Durante organo Hammond
- Claudio Giovagnoli sax